# 華仁行化工廠
華仁行化工廠是香港一家化工產品製造商，以生產成藥及殺蟲劑為主，產品除在香港銷售，也出口至東南亞及中國大陸等地。
該公司創立於1958年，廠房建立於1974年，設於古洞河上鄉。工廠由三座兩層高建築物組成，有廿多名員工，而辦公室設於九龍塘。創辦人為發展局前政治助理何建宗的家族。廠房於2020年代初停止運作，2025年7月拆卸。

## 主要產品
- 黑旋風強力殺蟲噴霧
- 愛膚堅皮膚噴射劑
- 印度神油
- 愛麗牌打火機